# خورخي أغوستين رودريغيز
خورخي أغوستين رودريغيز (بالإسبانية: Jorge Rodríguez)‏ هو لاعب كرة قدم أرجنتيني، ولد في 15 سبتمبر 1995 في مندوزا في الأرجنتين. لعب مع بانفيلد.

## وصلات خارجية
- خورخي أغوستين رودريغيز على موقع قاعدة بيانات كرة القدم.إي يو (الإنجليزية)
- خورخي أغوستين رودريغيز على موقع Soccerway.com (الإنجليزية)